# Yanina Wickmayer
Yanina Wickmayer (Lier, Bèlgica, 20 d'octubre de 1989) és una tennista professional belga.
En el seu palmarès consten cinc títols individuals i quatre en dobles femenins, que li van permetre arribar al dotzè lloc del rànquing individual (2010) i el 61è en dobles femenins (2023). Ha format per de l'equip belga de Fed Cup en diverses ocasions.
Filla de Marc Wickmayer i Daniella Dannevoye, va començar a jugar a l'edat de nou anys. Es va casar el 16 de juliol de 2007 amb el seu amic i futbolista belga Jérôme van der Zijl. A l'abril de 2021 van tenir una filla anomenada Luana Daniëlla.

## Palmarès

### Individual: 11 (5−6)
| Abans de 2009                | Després de 2009         |
| ---------------------------- | ----------------------- |
| Grand Slam (0−0)             |                         |
| WTA Tour Championships (0−0) |                         |
| Tier I (0−0)                 | Premier Mandatory (0−0) |
| Tier II (0−0)                | Premier 5 (0−0)         |
| Tier III (0−1)               | Premier (0−0)           |
| Tier IV i V (0−0)            | International (5−5)     |

| Títols per superfície |
| --------------------- |
| Dura (4−3)            |
| Gespa (0−2)           |
| Terra batuda (1−1)    |

| Resultat   | Núm. | Data                   | Torneig                         | Superfície   | Oponent             | Marcador            |
| ---------- | ---- | ---------------------- | ------------------------------- | ------------ | ------------------- | ------------------- |
| Finalista  | 1.   | 15 de juny de 2008     | Birmingham, Regne Unit          | Gespa        | Katerina Bondarenko | 6−7(7), 6−3, 6−7(4) |
| Guanyadora | 1.   | 9 de maig de 2009      | Estoril, Portugal               | Terra batuda | Iekaterina Makàrova | 7−5, 6−2            |
| Finalista  | 2.   | 20 de juny de 2009     | 's-Hertogenbosch, Països Baixos | Gespa        | Tamarine Tanasugarn | 3−6, 5−7            |
| Guanyadora | 2.   | 18 d'octubre de 2009   | Linz, Àustria                   | Dura         | Petra Kvitová       | 6−3, 6−4            |
| Guanyadora | 3.   | 9 de gener de 2010     | Auckland, Nova Zelanda          | Dura         | Flavia Pennetta     | 6−3, 6−2            |
| Finalista  | 3.   | 8 de gener de 2011     | Auckland                        | Dura         | Gréta Arn           | 3−6, 3−6            |
| Finalista  | 4.   | 14 de gener de 2012    | Hobart, Austràlia               | Dura         | Mona Barthel        | 1−6, 2−6            |
| Finalista  | 5.   | 17 de juny de 2012     | Bad Gastein, Àustria            | Terra batuda | Alizé Cornet        | 5−7, 6−7(1)         |
| Finalista  | 6.   | 6 de gener de 2013     | Auckland (2)                    | Dura         | Agnieszka Radwańska | 4−6, 4−6            |
| Guanyadora | 4.   | 20 de setembre de 2015 | Tòquio, Japó                    | Dura         | Magda Linette       | 4−6, 6−3, 6−3       |
| Guanyadora | 5.   | 24 de juliol de 2016   | Washington DC, Estats Units     | Dura         | Lauren Davis        | 6−4, 6−2            |

### Dobles femenins: 6 (4−2)
| 2009 − 2020             | Després de 2021 |
| ----------------------- | --------------- |
| Grand Slam (0−0)        |                 |
| WTA Finals (0−0)        |                 |
| Premier Mandatory (0−0) | WTA 1000 (0−0)  |
| Premier 5 (0−0)         | WTA 1000 (0−0)  |
| Premier (0−1)           | WTA 500 (0−0)   |
| International (2−1)     | WTA 250 (2−0)   |

| Títols per superfície |
| --------------------- |
| Dura (4−1)            |
| Gespa (0−1)           |
| Terra batuda (0−0)    |

| Resultat   | Núm. | Data                   | Torneig                         | Superfície | Parella             | Oponents                           | Marcador          |
| ---------- | ---- | ---------------------- | ------------------------------- | ---------- | ------------------- | ---------------------------------- | ----------------- |
| Finalista  | 1.   | 20 de juny de 2009     | 's-Hertogenbosch, Països Baixos | Gespa      | Michaëlla Krajicek  | Sara Errani Flavia Pennetta        | 4−6, 7−5, [11−13] |
| Guanyadora | 1.   | 20 d'octubre de 2013   | Luxemburg, Luxemburg            | Dura (i)   | Stephanie Vogt      | Kristina Barrois Laura Thorpe      | 7−6(2), 6−4       |
| Guanyadora | 2.   | 24 de juliol de 2016   | Washington DC, Estats Units     | Dura       | Monica Niculescu    | Shuko Aoyama Risa Ozaki            | 6−4, 6−3          |
| Finalista  | 2.   | 15 de setembre de 2019 | Zhengzhou, Xina                 | Dura       | Tamara Zidanšek     | Nicole Melichar Květa Peschke      | 1−6, 6−7(2)       |
| Guanyadora | 3.   | 25 de setembre de 2022 | Seül, Corea del Sud             | Dura       | Kristina Mladenovic | Asia Muhammad Sabrina Santamaria   | 6−3, 6−2          |
| Guanyadora | 4.   | 30 de juliol de 2023   | Varsòvia, Polònia               | Dura       | Heather Watson      | Weronika Falkowska Katarzyna Piter | 6−4, 6−4          |

## Trajectòria

### Individual
| Torneig | 2008  | 2009        | 2010        | 2011        | 2012  | 2013        | 2014        | 2015        | 2016  | 2017        | 2018        | 2019        | 2020        | 2021        | 2022        | 2023 | 2024 | Títols    | V – D     |
| --- | ----- | ----------- | ----------- | ----------- | ----- | ----------- | ----------- | ----------- | ----- | ----------- | ----------- | ----------- | ----------- | ----------- | ----------- | ---- | ---- | --------- | --------- |
| Open d'Austràlia | Q1    | 1R          | 4R          | 2R          | 1R    | 3R          | 2R          | 4R          | 1R    | 1R          | Q2          | Q1          | Q2          | A           | A           | A    | 1R   | 0 / 10    | 10 – 10   |
| Roland Garros | 1R    | 2R          | 3R          | 3R          | 1R    | 1R          | 2R          | 1R          | 3R    | 1R          | 1R          | Q1          | Q1          | A           | A           | Q2   | A    | 0 / 11    | 8 – 11    |
| Wimbledon | 1R    | 1R          | 3R          | 4R          | 3R    | 1R          | 2R          | 1R          | 1R    | 2R          | 3R          | 2R          | NC          | A           | 2R          | 1R   | A    | 0 / 14    | 13 – 14   |
| US Open | 1R    | SF          | 4R          | 2R          | 2R    | 1R          | 1R          | 2R          | 1R    | 2R          | 1R          | Q2          | 1R          | A           | Q2          | 2R   | A    | 0 / 13    | 13 – 13   |
| Jocs Olímpics | A     | No celebrat | No celebrat | No celebrat | 2R    | No celebrat | No celebrat | No celebrat | 1R    | No celebrat | No celebrat | No celebrat | No celebrat | A           | NC          | NC   | A    | 0 / 2     | 1 – 2     |
| WTA Elite Trophy | A     | RR          | 1R          | A           | A     | A           | A           | A           | A     | A           | A           | A           | No celebrat | No celebrat | No celebrat | A    | A    | 0 / 2     | 1 – 1     |
| Total Victòries−Derrotes | 14−14 | 34−18       | 35−21       | 31−19       | 31−26 | 18−25       | 15−21       | 19−17       | 21−24 | 12−14       | 3−5         | 2−3         | 0−1         | 0−0         | 2−3         |      |      | 243 – 219 | 243 – 219 |
| Rànquing a final d'any | 69    | 16          | 23          | 26          | 23    | 59          | 67          | 49          | 52    | 112         | 113         | 152         | 165         | 339         | 328         | 74   | 756  |           |           |
| Llegenda: G: Guanyadora; F: Finalista; SF: Semifinalista; QF: Quarts de final; Q: Qualificació; A: Absent; RR: Round Robin; |       |             |             |             |       |             |             |             |       |             |             |             |             |             |             |      |      |           |           |

### Dobles femenins
| Torneig | 2008 | 2009        | 2010        | 2011        | 2012 | 2013        | 2014        | 2015        | 2016 | 2017        | 2018        | 2019        | 2020        | 2021 | 2022 | 2023 | 2024 | Títols | V – D |
| --- | ---- | ----------- | ----------- | ----------- | ---- | ----------- | ----------- | ----------- | ---- | ----------- | ----------- | ----------- | ----------- | ---- | ---- | ---- | ---- | ------ | ----- |
| Open d'Austràlia | A    | 1R          | 2R          | 1R          | A    | 2R          | 1R          | 1R          | 1R   | 1R          | A           | A           | A           | A    | A    | A    | 1R   | 0 / 9  | 2 – 9 |
| Roland Garros | 1R   | 1R          | A           | A           | 1R   | A           | 1R          | 1R          | 1R   | 2R          | A           | A           | 1R          | A    | A    | A    | A    | 0 / 8  | 1 – 8 |
| Wimbledon | A    | 2R          | 1R          | A           | 1R   | 2R          | 2R          | A           | 2R   | A           | A           | A           | NC          | A    | 1R   | A    | A    | 0 / 7  | 4 – 7 |
| US Open | 1R   | 1R          | 1R          | A           | A    | 1R          | 1R          | A           | 1R   | A           | A           | A           | A           | A    | 1R   | 2R   | A    | 0 / 8  | 1 – 8 |
| Jocs Olímpics | A    | No celebrat | No celebrat | No celebrat | A    | No celebrat | No celebrat | No celebrat | 2R   | No celebrat | No celebrat | No celebrat | No celebrat | A    | NC   | NC   | A    | 0 / 1  | 1 – 1 |
| Rànquing a final d'any | 149  | 89          | 168         | 183         | 1123 | 122         | 207         | 902         | 138  | 142         | 142         | 92          | 99          | 310  | 154  | 71   | 434  |        |       |
| Llegenda: G: Guanyadora; F: Finalista; SF: Semifinalista; QF: Quarts de final; Q: Qualificació; A: Absent; RR: Round Robin; |      |             |             |             |      |             |             |             |      |             |             |             |             |      |      |      |      |        |       |

## Guardons
- WTA Most Improved Player (2009)